# Saulxures-lès-Bulgnéville
Saulxures-lès-Bulgnéville är en kommun i departementet Vosges i regionen Grand Est (tidigare regionen Lorraine) i nordöstra Frankrike. Kommunen ligger i kantonen Bulgnéville som tillhör arrondissementet Neufchâteau. År 2022 hade Saulxures-lès-Bulgnéville 231 invånare.

## Befolkningsutveckling
Antalet invånare i kommunen Saulxures-lès-Bulgnéville
| Referens: INSEE |